# Курышдаласы
Курышдаласы (каз. рзд.Күрішдаласы) — разъезд в Каратальском районе Жетысуской области Казахстана. Входит в состав Бастобинского аульного округа. Код КАТО — 195047500.

## Население
В 1999 году население разъезда составляло 144 человека (71 мужчина и 73 женщины). По данным переписи 2009 года, в разъезде проживало 70 человек (41 мужчина и 29 женщин).